# Phyllonorycter aurifascia
Phyllonorycter aurifascia là một loài bướm đêm thuộc họ Gracillariidae. Nó được tìm thấy ở Saint Helena.
Ấu trùng ăn Commidendrum robustum. Chúng có thể ăn lá nơi chúng làm tổ.